# ایروون-دونگ
ایروون-دونگ (به لاتین: Irwon-dong) یک منطقهٔ مسکونی در کره جنوبی است که در ناحیه گانگنام واقع شده‌است.